# Brödraskap bland sahaba
Brödraskap bland sahaba (arabiska: المؤاخاة بين الصحابة) hänvisar till tiden efter hijra (Muhammeds migration från Mecka till Medina) när den islamiske profeten Muhammed instiftade broderskap mellan emigranterna (Muhajirun) och de infödda i Medina, Ansar (bokstavligen "hjälpare"), och han valde Ali som sin egen broder.

## Exempel på bröder
- Muhammed - Ali ibn Abi Talib
- Abu Bakr - Kharijah bin Zaid bin abi Zuhair al-Ansari
- Umar - Utban ibn Malik
- Uthman - Aus ibn Thabit
- Ja'far ibn Abī Tālib - Muadh ibn Jabal
- Abdur Rahman bin Awf - Saad ibn Rabi Aqbi Badri
- Talha - Kab bin Malik
- Mus'ab ibn `Umair - Abu Ayub Aqbi
- Ammar ibn Yasir - Huzaifa ibn Alaiman
- Abu Darda - Persern Salman[2]
- Manzar ibn Umar - Abu Dharr al-Ghifari
- Muhammad ibn Maslamah - Abu Ubaidah ibn al Jarrah[3]